# Неверовское (Вологодская область)
Неверовское — село в Вологодском районе Вологодской области.
Входит в состав Подлесного сельского поселения, с точки зрения административно-территориального деления — в Подлесный сельсовет.
Расстояние по автодороге до районного центра Вологды — 20 км, до центра муниципального образования Огарково — 22 км. Ближайшие населённые пункты — Фроловское, Редькино, Ивановское.
По переписи 2002 года население — 9 человек.